# Basilica di Santa Maria Nuova

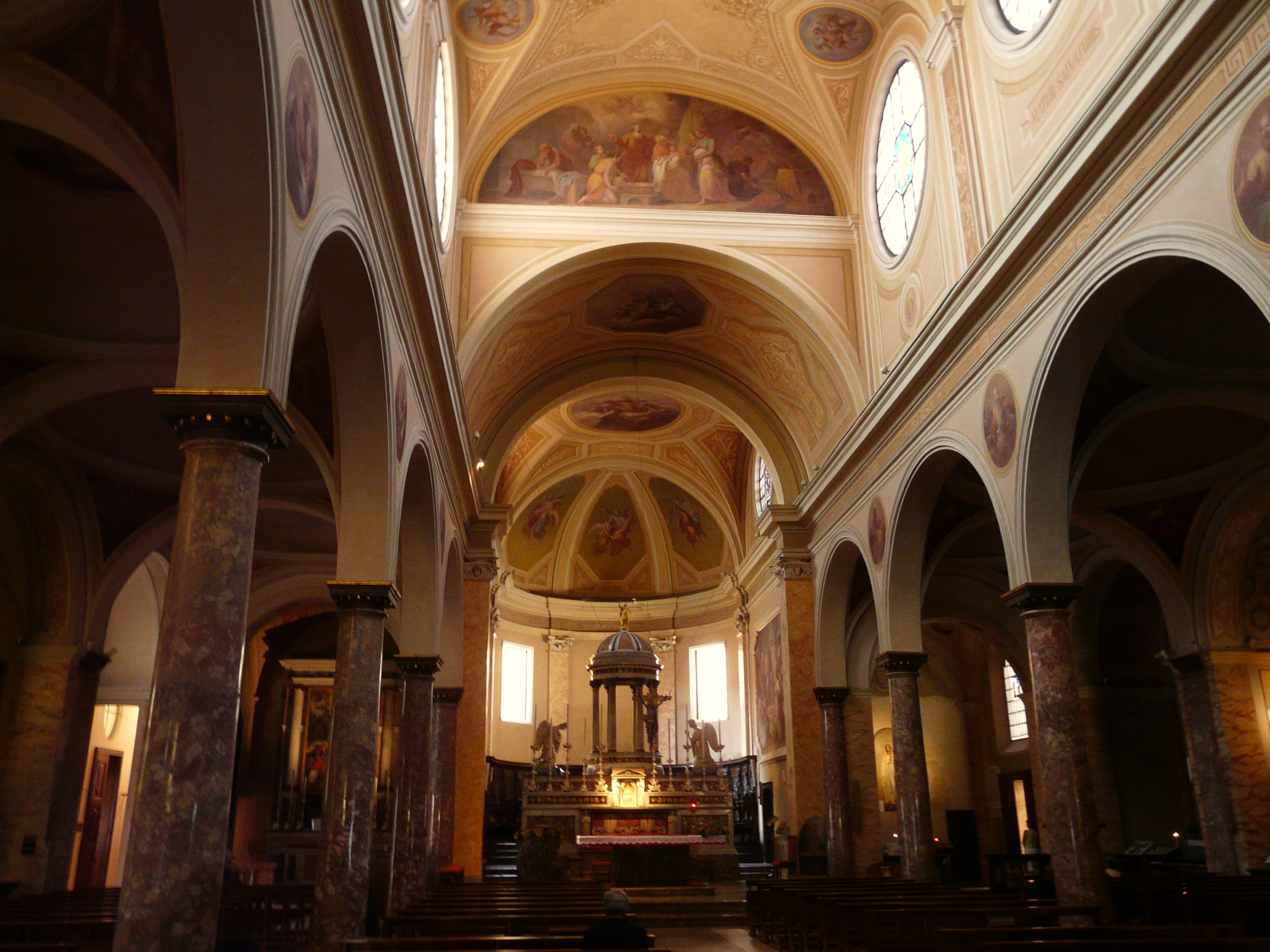
L'interno

La basilica di Santa Maria Nuova si trova ad Abbiategrasso, in città metropolitana ed arcidiocesi di Milano; fa parte del decanato di Abbiategrasso.
Nel novembre del 1962 papa Giovanni XXIII la elevò alla dignità di basilica minore.

## Storia e descrizione
La basilica, iniziata nel 1365, fu edificata nel 1388 in occasione della nascita in città del figlio di Gian Galeazzo Visconti, Giovanni Maria. La chiesa è preceduta da un quadriportico rinascimentale che rivela in facciata la grande arcata del pronao (1497) lasciato incompiuto, secondo alcune interpretazioni, da Donato Bramante e che rappresenta l'ultima opera eseguita dal maestro in terra lombarda.
Divenuta il principale centro religioso della città già a partire dal XIV secolo, divenne sede parrocchiale solo a partire dal 1578, in occasione di una visita di san Carlo Borromeo. Con questo nuovo status, la struttura dell'edificio variò nel corso dei secoli, soprattutto nell'area del pronao che venne concluso brillantemente nel '500 da Tolomeo Rinaldi, mentre nel XVIII secolo venne eretta una nuova sagrestia sul lato settentrionale del presbiterio.
A questi lavori di ampliamento, si affiancò anche l'edificazione di un ossario ai piedi del campanile e la realizzazione di un nuovo ingresso nell'attuale quadriportico. Le modifiche interne allo stabile, realizzate nel 1740, sono oggi attribuite a Francesco Croce, impostate su una concezione dello spazio tipicamente barocca con una navata centrale rialzata, illuminata da finestroni eclettici che accompagnano la luce nelle grandi volte a crociera che andarono a sostituire le precedenti strutture a capriate. Lungo i lati della chiesa, nel medesimo periodo, vennero realizzate cinque nuove cappelle.
L'Ottocento apportò nuovi lavori di ristrutturazione, soprattutto nella decorazione delle volte affrescate e nello specifico delle balaustre e nella pavimentazione marmorea.
La chiesa è stata meta di un lungo lavoro di ristrutturazione iniziato nel 1987 e conclusosi tre anni dopo, nel 1990, grazie al quale è stata riportata al proprio antico splendore, grazie alla pulizia degli affreschi ed al rafforzamento della struttura.
La facciata della chiesa risale invece al XV secolo e si trova posta in un quadriportico rinascimentale realizzato con colonne a capitelli di stile gotico, accompagnati da arcate in cotto, inframezzate da medaglioni molti dei quali originali mentre all'interno la cappella è arricchita da una decorazione a graffito quattrocentesca, tipicamente lombarda.
L'organo, posto in controfacciata, è pregevole opera dei fratelli Luigi e Celestino Balbiani di Milano. Venne costruito nell'anno 1935, ed inserito nei cataloghi nel 1936 come opus 1560, sostituendo un precedente strumento costruito dai Serassi di Bergamo ripetutamente maneggiato nel corso del XIX secolo. Dal 1936 al 1951 circa fu organista titolare il celebre maestro Daniele Maffeis. Lo strumento è stato restaurato nel 2007 dalla bottega organara dei fratelli Pirola di Sovico (Mb).
Nel 1825 in questa chiesa ricevette il battesimo (con il nome di Gaetano Antonio Vigevano) il sacerdote cappuccino Padre Carlo da Abbiategrasso, dichiarato Venerabile da Papa Francesco il 13 dicembre 2021, e le cui spoglie riposano presso il Santuario della Madonna dei Cappuccini a Casalpusterlengo.

## Amministrazione
Dal settembre 1999 il Monsignor Paolo Masperi è stato parroco della Basilica; dal settembre 2014 al suo posto è arrivato Don Innocente Binda.